# Килограм
Килограм (симбол: kg) основна је јединица масе у Међународном систему јединица (СИ) и дефинисана је као маса међународног прототипа килограма (IPK, такође познатог и као „Велико К”). Цилиндар од платинске-иридијумске легуре чува Међународни биро за тегове и мере у Сен Клују, у Француској.
Килограм је првобитно дефинисан као маса литра (дециметра кубног) воде у чврстом агрегатном стању. То је била неповољна количина за прецизно репликовање, па је крајем 18. века платински артефакт био проглашен као стандард за килограм. Тај артефакт, или његова тачна реплика, је тада била стандард јединице масе за метрички систем.
IPK је тренутни примарни артефакт и његове реплике се чувају у пажљиво контролисаним лабораторијским условима. Њихове масе су подложне флуктуацији као резултат недовољно изучених фактора, што може обухватати и руковање, чишћење и контаминацију. IPK се од својих реплика одвојио за 50 μg од времена њихове производње, крајем 19. века. Ово је довело до захтева да се артефакт замени стандардом дефинисаним на бази инваријантних природних константи.
Авуадипуа (међународна) фунта, која се користи у империјалном и америчком устаљеном систему, је дефинисана да је тачно 0,45359237 кг, чиме је један килограм отприлике једнак 2,2046 фунти. Друге традиционалне јединице тежине и масе широм света су дефинисане по килограму чинећи IPK примарним стандардом за готово све јединице масе на Земљи.

## Дефиниција
Грам, 1/1000 килограма, привремено је дефинисан 1795. године као маса једног центиметра кубног воде на тачки топљења леда. Коначни килограм, произведен као прототип 1799. године и из којег је изведен међународни прототип килограма (IPK) 1875. године, имао је масу једнаку маси од 1 dm3 воде под атмосферским притиском и на температури његове максималне густине, што је око 4 °C.
Килограм је једина СИ јединица са СИ префиксом (кило) у оквиру њеног имена. Он је и једина СИ јединица која је и даље директно дефинисана артефактом, а не основним физичким својством које се може самостално репродуковати у различитим лабораторијама. Три друге основне јединице и 17 изведених јединица (W, Ω) у СИ систему су дефинисани у односу на килограм и стога је његова стабилност важна. Дефиниције само осам других СИ јединица не зависе од килограма: за температуру (°C), за време и учесталост, за дужину и за угао.
IPK се ретко користи или се њиме рукује. Његове копије које се чувају у националним метролошким лабораторијама широм света су биле поређене са IPK стандардом 1889, 1948, и 1989 године да би се осигурала веродостојност мерења масе свуда у свету релативно на IPK.
Међународни прототип килограма је наручен на Генералној конференцији за тегове и мере (CGPM) под покровитељством метарске конвенције (1875), и чува у се под окриљем Међународног бироа за тегове и мере (BIPM) у име CGPM. Након што је утврђено да међународни прототип килограма варира у маси током времена релативно на своје репродукције, Међународни комитет за тегове и мере (CIPM) је препоручио 2005. године да се килограм редефинише на бази фундаменталних природних константи. На свом окупљању из 2011, CGPM делегати су се начелно договорили да килограм треба да буде редефинисан на бази Планкове константе, h. Одлука је првобитно била одложена до 2014, а затим је 2014, године одлука поново одложена до следећег састанка. CIPM је предложио ревидиране дефиниције основних јединица СИ система, на разматрање на 26. CGPM састанку. Формално гласање је заказано за 16. новембар 2018, и очекује се да ће предлог бити усвојен и да ће нове дефиниције ступити на снагу 20. маја 2019.

## Име и терминологија
Реч килограм је изведена из француске речи kilogramme, која је сама научна кованица формирана додавањем префикса грчког порекла χίλιοι khilioi са значењем „хиљаду” на gramma, каснолатински термин за „мала тежина”, који је изведен из грчке речи γράμμα. Реч kilogramme је била кориштена у француском закону из 1795, у Декрету 18 зачетника, којим је ревидиран један старији систем јединица које је био уведен француском Националном конвенцијом 1793. године, где је gravet био дефинисан као тежина (poids) кубног центиметра воде, једнака 1/1000 грејва. У декрету из 1795, термин грам је заменио грејвет, а килограм је заменио грејв.
Француско спеловање је прихваћено у Уједињеном Краљевству кад је реч била први пут кориштена у енглеском језику 1797. године, док је спеловање kilogram прихваћено у Сједињеним Државама. У Уједињеном Краљевству се користе обе форме спеловања, при чему је облик kilogram постао далеко заступљенији. Британски закон којим се регулишу јединице које се користе при трговању по тежини или мерењу не спречава употребу било којег од ових начина спеловања.

У 19. веку француска реч kilo, скраћивање речи kilogramme, је била уведене у енглески језик, где је кориштена са значењем килограм и километар. Док је kilo прихватљиво у многим општим текстовима, на пример у часопису The Economist, употреба овог термина се типично сматра неподесном у појединим применама као што су научни, технички и правни записи, где је неопходно да се аутори строго придржавају СИ номенклатуре. Кад је Конгрес Сједињених Америчких Држава легализовао метрички систем 1866. године, они су дозволили употребу речи kilo као алтернативу за реч килограм, али је 1990. године опозван статус речи kilo.
Током 19. века, стандардни систем метричких јединица је био систем јединица центиметра, грама и секунде, где је грам третиран као фундаментална јединица масе, а килограм је једноставно био изведена јединица. Године 1901, међутим, након открића Џејмса Клерка Максвела да се електрична мерења не могу објаснити на бази три фундаменталне јединице дужине, масе и времена, Ђиовани Ђорђи је предложио нови стандардни систем који би обухватао четврту фундаменталну јединицу за мерење количине електромагнетизма. Године 1935. његов предлог је прихватио  као Ђиоршијев систем, који је у данашње време познат као МКС систем, и 1946. године је -CIPM}- одобрио предлог за усвајање ампера као електромагнетне јединице „МКСА система”.‍:109,110 Године 1948. -CGPM}- је ангажовао CIPM „да формулише препоруке за један практичан систем мерних јединица, погодан за усвајање од стране свих земаља које се придржавају метарске конвенције”. То је довело до увођења СИ ситема 1960. године и накнадне публикације „СИ брошуре”, у којој се наводи да „Није дозвољено коришћење скраћеница за симболе јединице или имена јединица ...”. ЦГС и МКС системи су коегзистирали током највећег дела почетка и средине 20. века, али као последица одлуке да се усвоји „Ђиорђијев систем” као међународни систем јединица 1960. године, килограм је сада СИ основна јединица за масу, док је дефиниција грама изведена и килограма.

## Умношци
СИ префикси се користе за називе умножака килограма. Најчешће коришћени су:
тона1.000 килограма (стриктно говорећи, треба да буде названа мегаграм, али то име се ређе користи) (не треба мешати са неметричком тоном)
грам1/1.000 = 0,001 = 10−3 килограма
милиграмхиљадити део грама = милионити део килограма
микрограммилионити део грама = 10−9 килограма

## Предлагане будуће дефиниције
Тренутно постоје напори да се уведе нова дефиниција за килограм преко фундаменталних или атомских константи. Предлози на којима се ради су:

### Прилази бројањем атома
- Авогадров прилаз је покушај да се дефинише килограм пребројавањем фиксног броја атома силицијума. Практично би се ово реализовало као сфера, а величина би се мерила интерферометријом.
- Прилаз акумулацијом јона укључује акумулацију атома злата и мерење електричне струје која је потребна да их неутралише.

### Прилази основним константама
- Равнотежа вата користи струјну равнотежу која се пре користила да дефинише ампер како би повезала килограм са вредношћу Планкове константе, базирано на дефиницији волта и ома.
- Прилаз подигнутим суперпроводником повезује килограм са електричним квантитетима подижући суперпроводничко тело у магнетском пољу, генерисаном од стране суперпроводног вртлога, и мерењем електричне струје која је потребна за вртлог.
- Откако су Џозефсоновој (CIPM (1988) Предлог 1, PV 56; 19) и фон Клицинговој (CIPM (1988) Предлог 2, PV 56; 20) константи дате конвенционалне вредности, могуће је комбиновати ове вредности (KJ ≡ 4,835 979×1014 Hz/V и  ≡ 2.581 280 7×104 Ω) са дефиницијом ампера да би се дефинисао килограм. Па тако:

Килограм је маса која би се убрзала на тачно 2×10-7 m/s² када би била подвргнута сили по једном метру између два права паралелна проводника бесконачне дужине, занемарљивих кружних пресека, постављених на један метар удаљености у вакууму, кроз које тече константна струја од тачно 6,24150962915265 × 1018 елементарних наелектрисања у секунди.

## Веза са тежином
Када се тежина предмета да у килограмима, намењена особина је скоро увек маса. Повремено се гравитациона сила предмета даје у „килограмима“, али јединица која се користи није заправо прави килограм: то је застарела килограм-снага (kgf), такође позната као килопонд (kp). Предмет масе 1 kg на површини Земље је подвргнут гравитационој сили од отприлике 9,80665 њутна (СИ јединица за силу). Приметите да је фактор од 980.665 cm/s² (као што га је CGPM дефинисао) само договорена конвенционална вредност (3. CGPM (1901), CR 70) чија сврха је била да дефинише грам силу.
Локално гравитационо убрзање g варира са географском ширином, надморском висином и местом на Земљи, тако да је, пре него што се усагласила ова вредност, грам-снага била лоше дефинисана јединица.

### Ред величина
- Јотаграм (симбол: ) је 1024
- Зетаграм (симбол: ) је 1021 g. Ово је једнако 1000 трилиона килограма
- Ексаграм (симбол: Eg) је једнак са 1018 грама
- Петаграм (симбол: ) је 1015
- Тераграм (симбол: ) је 1012
- Гигаграм (симбол: Gg), је једнак 1.000.000 kg, или 1000 t. Ретко има практичну примену.
- Центиграм (симбол ) је 10−2
- Милиграм (симбол ) је 10−3 g. Користи се да изрази масе малих предмета. Зрно песка је масе близу једног милиграма. Лабораторијски научници често мере масе у милиграмима. Супстанце нађене у малим количинама, као што су натријум у храни, или дозе лекова, као што је аспирин, се генерално мере у милиграмима.
  - Један милиграм је тежина 1 mm3 воде (коцке величине 1 mm ⋅ 1 mm ⋅ 1 mm)
- Микрограм (симбол: µg, понекад mcg) се дефинише као 1 µg = 10−6
- Нанограм (симбол: ) се дефинише као 10−9
- Пикограм (симбол: ) се дефинише као 10−12
- Фемтограм (симбол: ) се дефинише као 10−15
- Атограм (симбол: ) је 10−18 g. Године 2004, истраживачки тим из Корнел Универзитета је направио детектор користећи NEMS подупираче са осетљивошћу испод једног атограма.
- Зептограм (симбол: ) је 10−21
- Јоктограм (симбол: ) је 10−24 g. Може да се користи за масе протона, електрона, атома и молекула. Превелики је за лаке честице, али јокто- је последњи званични префикс у низу.
  - Коефицијент је близу реципрочне вредности Авогадровог броја: 1 јединица атомске масе = 1.660 54 yg
  - Иако је јединица атомске масе често згодна као јединица, могу да се користе јоктограми да би се лакше повезало са осталим СИ вредностима.
  - Маса електрона: 0,00091 yg
  - Маса протона: 1,6726 yg
  - Маса неутрона: 1,6749